# Монаршик короткочубий
Мона́ршик короткочубий (Hypothymis helenae) — вид горобцеподібних птахів родини монархових (Monarchidae). Ендемік Філіппін.

## Підвиди
Виділяють три підвиди:
- H. h. agusanae Rand, 1970 — острови Дінагат, Сіаргао[en] і Мінданао;
- H. h. helenae (Steere, 1890) — острови Лусон, Полілло, Катандуанес і Самар;
- H. h. personata (McGregor, 1907) — острів Каміґуїн.

## Поширення і екологія
Короткочубі монаршики мешкають на півночі і сході Філіппін. Вони живуть в підліску вологих рівнинних тропічних лісів. Зустрічаються на висоті до 1000 м над рівнем моря.

## Збереження
МСОП класифікує стан збереження цього виду як близький до загрозливого. Короткочубі монаршики є досить рідкісними птахами, яким загрожує знищення природного середовища.